# ARA Cervantes (D-1)
El Destructor ARA Cervantes (C) (posteriormente renumerado D-1) fue un destructor originalmente con el nombre de Churruca de la Armada Española, cabeza de la clase Churruca que fue vendido a la Armada de la República Argentina (ARA).

## Compra de los Churruca
Con motivo del vuelo del Dornier Wal Plus Ultra a Buenos Aires, el gobierno español envió en visita de buena voluntad a Buenos Aires al crucero Méndez Núñez y el destructor Alsedo. Estas naves llegaron a la capital del Plata el 7 de febrero de 1926.
Esta visita coincidió con la promulgación de planes para modernizar el material de las Fuerzas Armadas Argentinas. El Alsedo en particular despertó tanto interés en la Armada de la República Argentina (ARA) que de inmediato despachó una comisión a la península para iniciar negociaciones para la construcción de una flotilla de unidades similares.
Por Real Decreto del 25 de mayo de 1927, el gobierno español concedió un préstamo de 100 millones de pesetas a la Argentina. La ARA, por su parte descartó al Alsedo, optando por unidades de la clase Churruca. Por lo tanto, el Churruca y el Alcalá Galiano fueron vendidos a la ARA, donde serían bautizados ARA Cervantes y ARA Juan de Garay.

## Historial
El Cervantes fue adquirido a España por el monto de 1.750.000 pesos oro, llegando al puerto de Buenos Aires, procedente de Cádiz, el 10 de enero de 1928.
En 1929 fue asignado a la Escuadrilla de Exploradores de la Primera Región Naval con base en Puerto Belgrano.
En septiembre de 1955, durante las acciones de guerra de la Revolución Libertadora, destinadas a derrocar a Perón, los destructores ARA Cervantes y ARA La Rioja, tripulados por oficiales y cadetes de la Escuela Naval Militar, tomaron parte en la batalla del Río de la Plata, siendo atacados por aviones Gloster Meteor y FMA Calquin de la Fuerza Aérea Argentina, que los cañonaron con los cañones de 20 mm, causándoles varios muertos y heridos.
Cuando fue dado de baja en 1961, fue vendido a "Wolffzhan & Spatz" para su desguace.

### Buques de la clase
- ARA Juan de Garay
- Sánchez Barcáiztegui
- José Luis Díez
- Almirante Ferrándiz
- Lepanto
- Churruca
- Alcalá Galiano
- Almirante Valdés
- Almirante Antequera
- Almirante Miranda
- Císcar
- Escaño
- Gravina
- Jorge Juan
- Ulloa

### Buques similares
- Clase Scott

### Listas relacionadas
- Anexo:Destructores de España